# Augusto Rotondi
Augusto Rotondi, o Agostino, più noto come Zambutèn o Zambutè (Bagnacavallo, 1868 – Forlì, 26 marzo 1950), è stato un guaritore e speziale italiano.

## Biografia

### La famiglia
Augusto Rotondi nacque nel 1868 a Bagnacavallo. Il padre, Luigi Rotondi (1830-1915), di famiglia contadina, appresi da alcuni frati i segreti delle erbe, ne istruì anche tutti i figli. Di essi, Augusto divenne il più celebre, ma operarono come guaritori anche gli altri fratelli: Luigi Rotondi figlio, che esercitò a Lugo di Romagna; Ernesta, che si muoveva tra Bagnacavallo, Faenza, Imola e Bologna; Ignazio, che si stabilì ad Alfonsine e morì di influenza spagnola; Alfredo, che andò a Portomaggiore di Ferrara, ma fu spesso ostacolato per le sue idee antifasciste; e Achille, che praticò a Ravenna.

### Zambutèn
Augusto Rotondi esercitò la sua pratica di guaritore e speziale a Forlì. In città era vissuta, in passato, una rinomata famiglia di medici francofoni, la famiglia Bouttin (cognome anche italianizzato in Buttini), che aveva come nome tradizionale Jean. Siccome la pronuncia francese di "Jean Bouttin" risulta simile a quella forlivese per "Zambutèn", si diffuse in Romagna il nome di Zambutèn per indicare un abile guaritore. Scrive infatti Romano Casadei che tutte le indagini sull'origine del termine Zambuten "fanno riferimento ad una famiglia di medici e veterinari di origine ginevrina che esercitarono a Forlì, ricavandone ampia notorietà".
Per Augusto Rotondi, Zambutèn non indicò solo la professione, ma divenne addirittura il soprannome con cui era chiamato.

### Processi, successi e riconoscimenti
Non mancarono i processi per esercizio abusivo della professione medica, come quello del 1904, in cui fu difeso dal sindaco di Forlì, l'avvocato e futuro senatore del Regno Giuseppe Bellini; Zambutèn fu condannato al pagamento di una multa.
In effetti, però, le condanne rimasero sempre inefficaci: il Rotondi continuò a operare secondo la sua “professione” e i clienti, anche illustri, non mancarono. Tra questi, la moglie del medico chirurgo Sante Solieri e Rachele Guidi, moglie di Benito Mussolini. Tale clientela gli faceva, per gratitudine, regali di lusso e lo proteggeva, insieme col favore popolare, dalle peggiori conseguenze legali. Curava i poveri, invece, chiedendo onorari modesti o addirittura per niente.
La sua fama raggiunse anche l'Italia centrale e in particolare il Lazio.
Morì povero. Ad Augusto Rotondi il Comune di Forlì ha dedicato una via.

## Teatro
Alla figura di Zambuten si ispira la commedia dialettale L'anvod ad Zambuten (Il nipote di Zambuten) di Riccardo Faventino.